# Biserica Întâmpinarea Domnului din Chișinău
Biserica Întâmpinarea Domnului este un lăcaș de cult și monument de arhitectură de însemnătate națională, introdus în Registrul monumentelor de istorie și cultură din municipiul Chișinău. Paroh este protoiereul Octavian Moșin. Biserica „Întâmpinarea Domnului” este situată în campusul Universității de Stat din Moldova, fiind numită și „biserica Universității”.

## Istoric
Biserica a fost construită în anii 1879 – 1880 ре un teren, donat de primăria Chișinăului, Școlii Duhovnicești (Teologice). Sfințirea lăcașului a avut loc la 24 august 1880. În octombrie 1899 a început reconstrucția condusă de arhitectul Mihail Seroținski, care a fost terminată la 17 octombrie 1902 și sfințită de Episcopul Chișinăului și Hotinului, P.S. Iacob. În urma reconstrucției, lungimea bisericii (împreună cu pridvor) a crescut semnificativ, încât la serviciile divine puteau asista până la 700 de enoriași.
În timpul primului război mondial biserica a fost dată în folosința unei infirmerii militare, iar în timpul ocupației sovietice, a fost sală de sport pentru studenții Universității de Stat din RSSM. Între anii 1919-1940, apoi în 1941-1944 în clădirile Școlii Teologice își avea sediul Seminarul Teologic.
Lăcașul a fost redeschis în anul 1991 ca capelă a Facultății de Teologie a USM. Din anul 2000 au început lucrările de renovare a bisericii principalul aport avându-l Universitatea de Stat din Moldova.

## Galerie

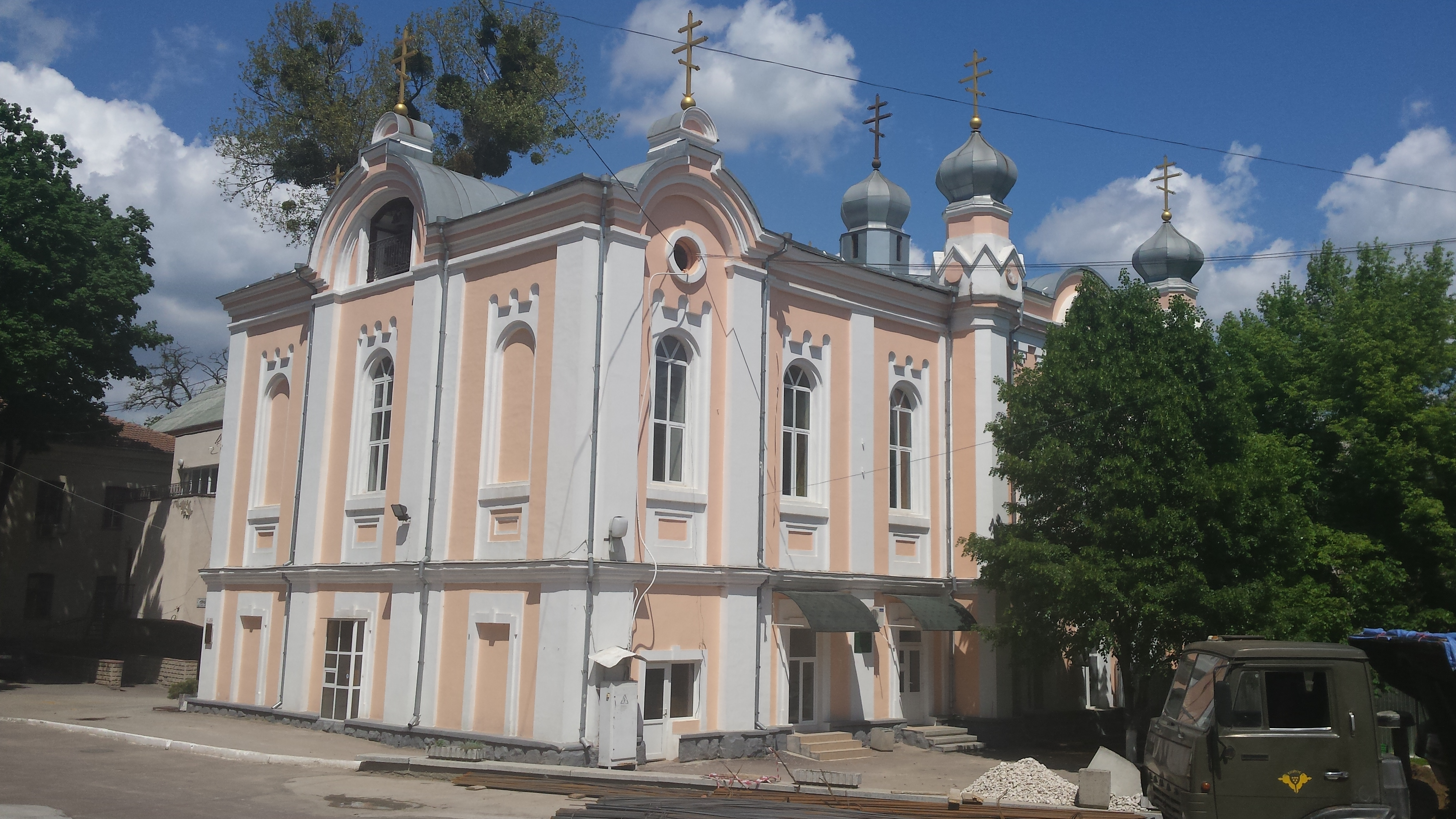
Biserica în mai 2015.
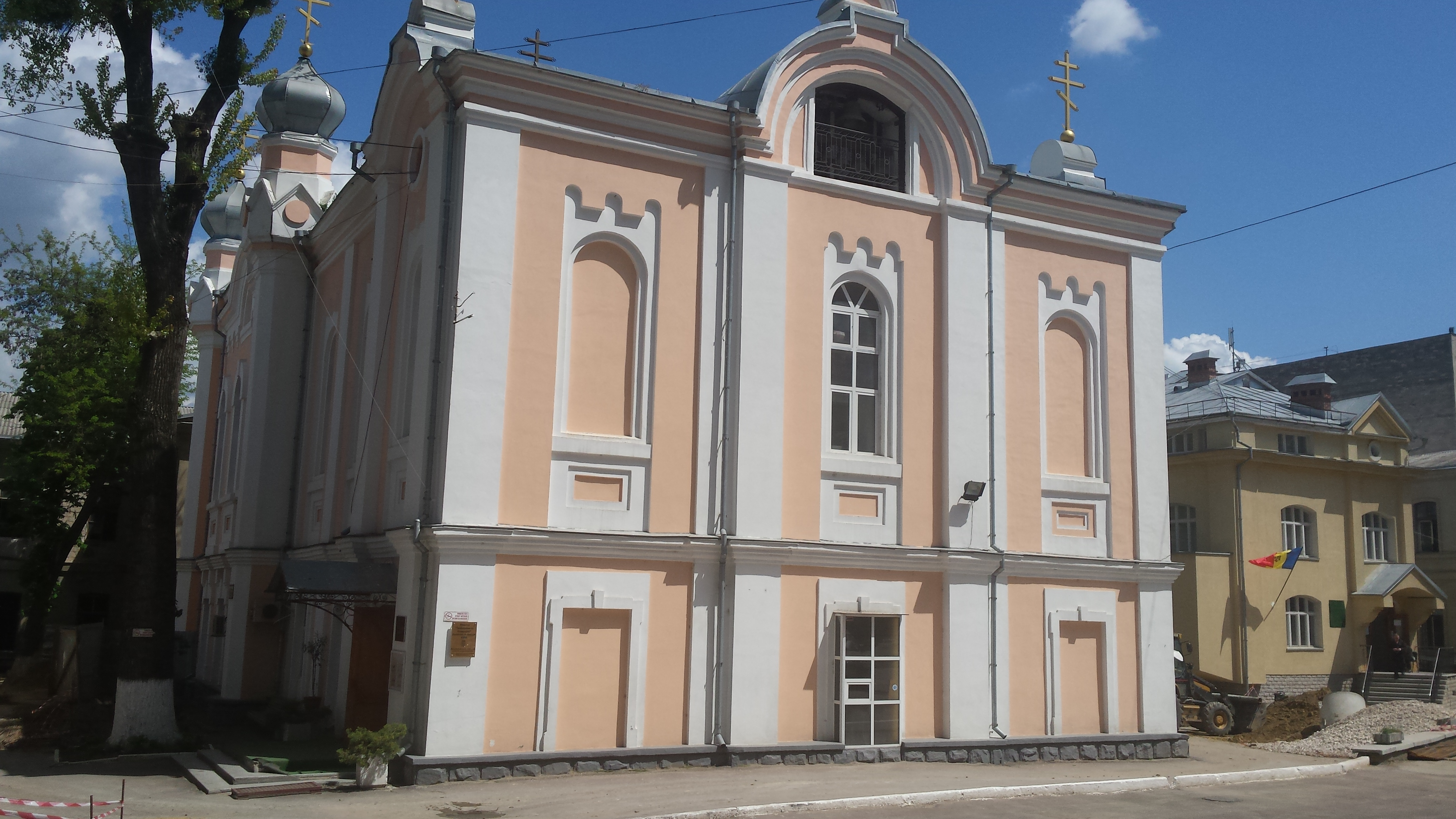
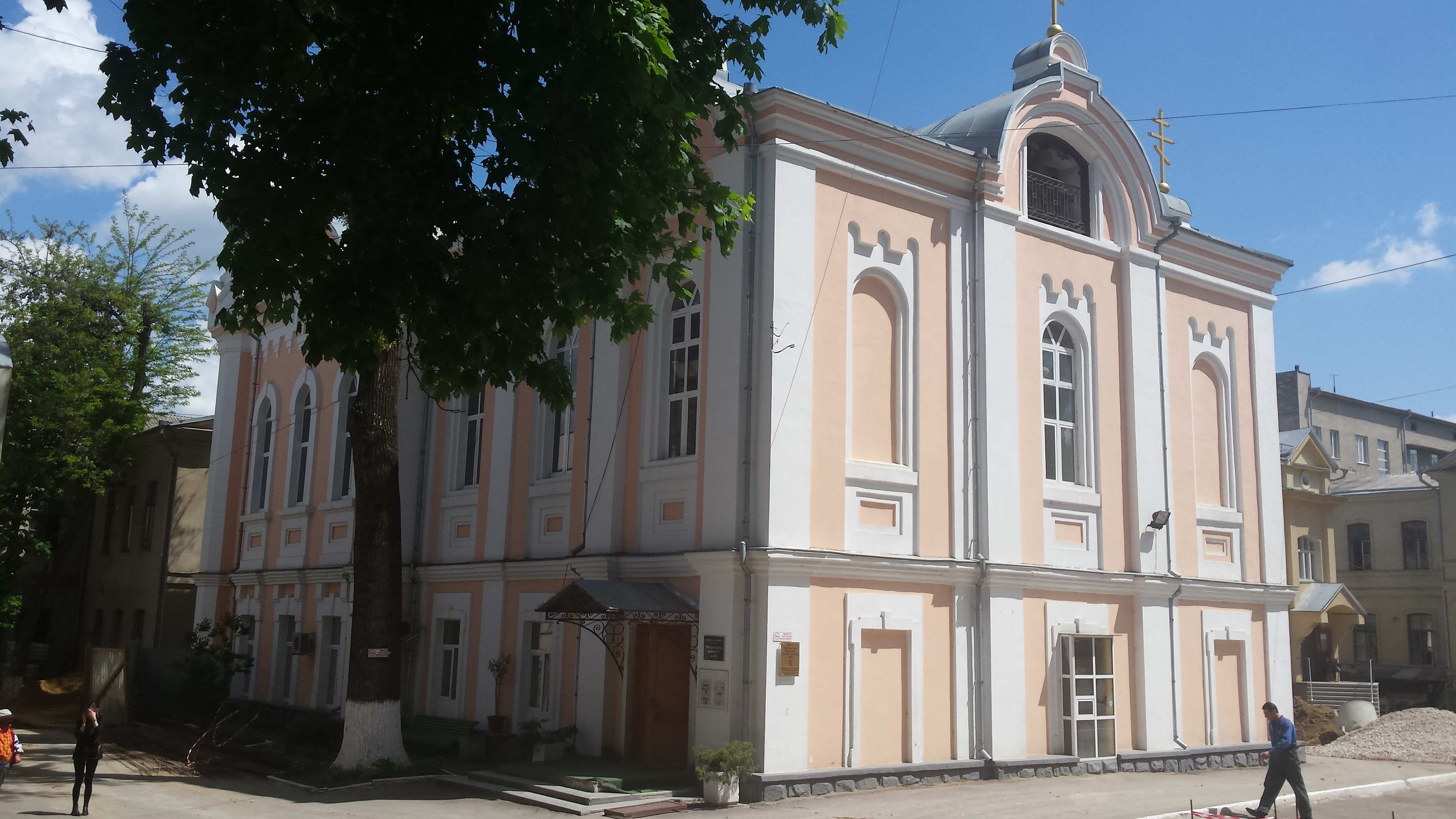
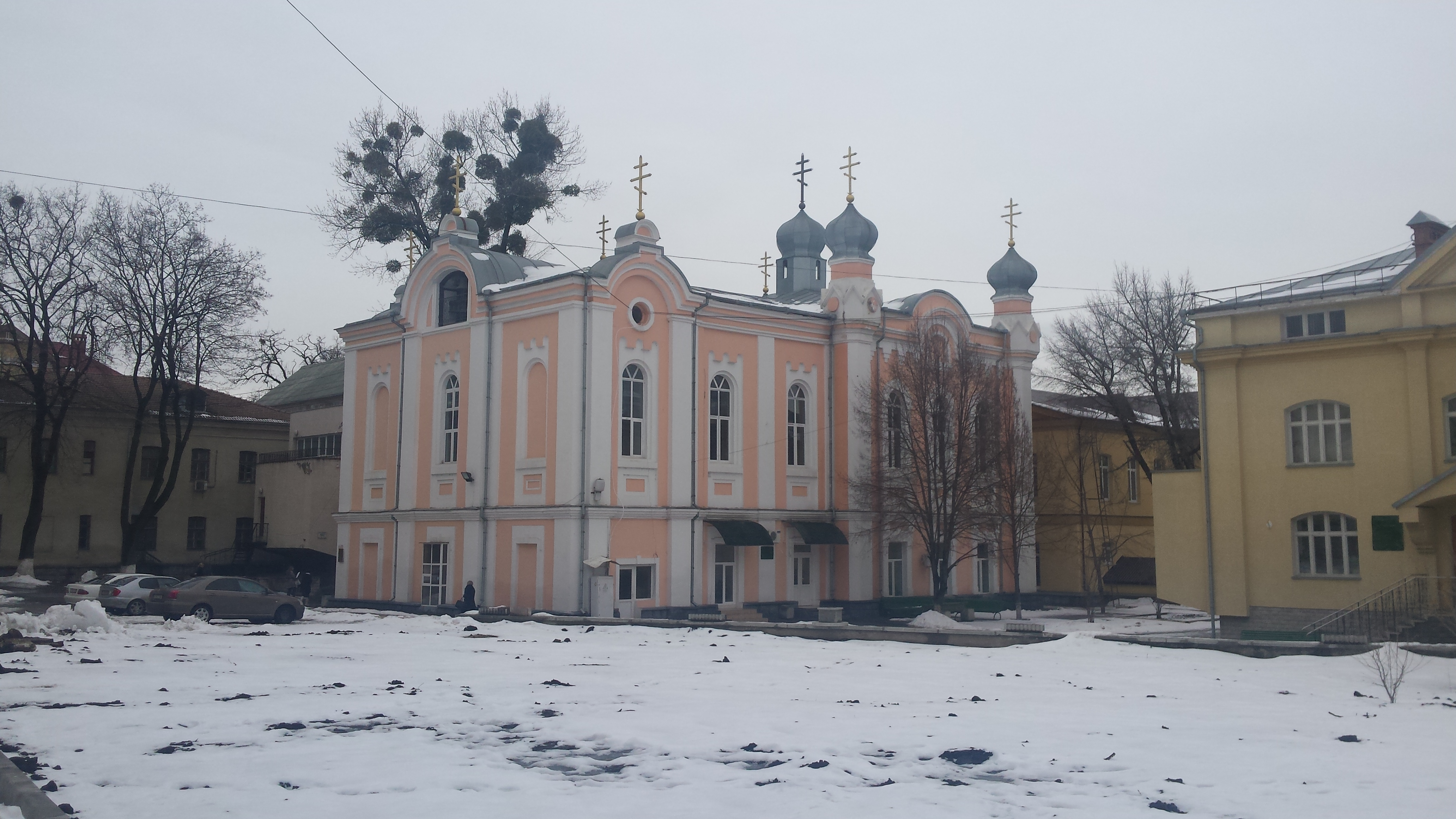
Biserica în ianuarie 2016.
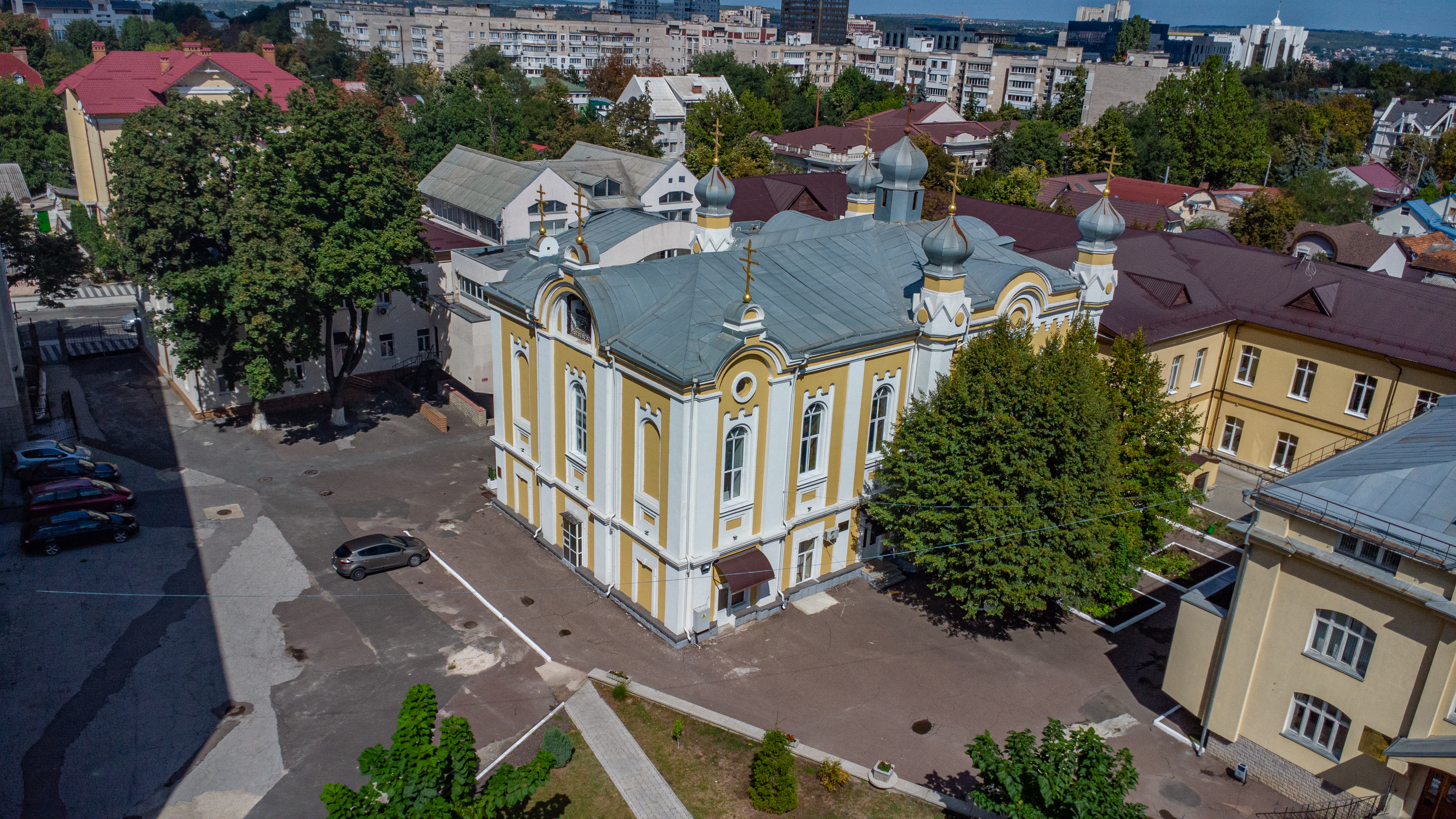
Biserica în septembrie 2022.

## Vezi și
- Lista bisericilor din Chișinău
- Complexul de edificii ale Școlii Teologice, Chișinău